# Черкаська загальноосвітня школа № 12
Черкаська загальноосвітня школа І-ІІІ ступенів № 12 — загальноосвітній навчальний заклад у місті Черкаси.

## Історія
Школа була відкрита 1972 року згідно з рішенням виконавчого комітету Черкаської міської ради від 4 вересня 1972 року № 717.

## Директори
- Юношева Валентина Іванівна 1972-1975
- Чумакова Фаїна Іванівна 1975-1987
- Депутат Анатолій Віталійович 1987-2002
- Іванова Алла Леонідівна з 2002

## Структура
У школі відкрито кабінет новітніх технологій, де учні навчаються за електронними підручниками, бібліотека, музей народної вишивки, зала бойової слави, методичний кабінет. Колектив школи приділяє велику увагу здоров'ю учнів. Тісно співпрацюючи з міжнародним Голландським центром «Escape» з профілактики вживання наркотиків, тютюну та алкоголю, школа отримала гранд на міському конкурсі, працювала в рамках проєкту «Превентивна робота з батьками у сфері профілактики вживання тютюну та наркотиків», а також включена до всеукраїнського проєкту «Школа — сприяння здоров'ю».
В школі працюють різноманітні гуртки, секції, клуби, серед яких туристичний клуб «Кок-Таш», який створений ще 1984 року. Весь цей період його керівником є Харенко Петро Васильович.